# Günther Stein (Autor)
Günther Stein (* 8. April 1922 in Dessau; † 19. Dezember 1982 in Oranienburg) war ein deutscher Autor und Übersetzer.

## Leben
Stein wurde 1940 unmittelbar nach seiner Reifeprüfung Soldat. Nach Krieg und Gefangenschaft arbeitete er als Hilfsarbeiter und Neulehrer, studierte Slawistik an der Humboldt-Universität Berlin  und war als Redakteur tätig, bevor er sich als Autor und Übersetzer selbständig machte und in Lehnitz bei Berlin niederließ. Gemeinsam mit seiner Frau Traute Johanna Stein (geb. Schidlowsky, 1926–2009) übersetzte er mehr als 100 Bücher aus dem Russischen und dem Ukrainischen ins Deutsche, unter anderem Werke von Gorki, Puschkin und Lermontow. Er wurde auf dem Gemeindefriedhof in Lehnitz beigesetzt.

## Schriften
- Hörsaal 92. Verlag Das Neue Leben, Berlin 1961
- Der Bärendolch. Deutscher Militärverlag, 1971
- Das Ultimatum. Verlag der Nation, Berlin 1975
- Ich weiß ein Georgien. Erlebnisse im Lande Rusthawelis. Verlag der Nation, Berlin 1981 (DNB 810969653)
- Ich trank aus der Ukraine Brunnen. Verlag der Nation, Berlin 1983